# Sea Bears de Winnipeg
Les Sea Bears de Winnipeg sont une équipe canadienne de basket-ball professionnel basée à Winnipeg, au Manitoba, qui participe à la Ligue élite canadienne de basketball (LECB). Ils jouent leurs matchs à domicile au Canada Life Centre à Winnipeg.

## Histoire
Le 9 novembre 2022, la Ligue élite canadienne de basketball a annoncé que sa 10e franchise serait à Winnipeg,.
Le 30 novembre 2022, la franchise de Winnipeg a officiellement dévoilé son image de marque, annonçant son nom et son logo en tant que Sea Bears de Winnipeg. On a annoncé qu’ils joueraient au Canada Life Centre,.
Le 14 décembre 2022, les Sea Bears ont annoncé que Mike Taylor avait été embauché comme entraîneur-chef pour la saison inaugurale de l’équipe,.
Le 27 mai 2023, les Sea Bears ont joué leur premier match devant 7 303 supporters, battant le précédent record d'affluence de la ligue de près de 3 000 spectateurs. Ils ont remporté le match 90 à 85 contre les Bandits de Vancouver. Les Sea Bears ont terminé leur saison inaugurale avec une fiche de 12victoires et 8 défaites et termine à la deuxième deuxième de la Conférence de l’Ouest et un match de playoffs à domicile contre les Stingers d’Edmonton. Winnipeg a établi un nouveau record d’affluence pour son premier match de playoffs avec 10 580 spectateurs. A l'issue de la saison régulière, Teddy Allen est élu MVP de la saison. En octobre 2023, les Sea Bears sont élus franchise de l'année en LECB.

## Palmarès et Distinctions

### Palmarès
Néant.

### Distinctions
- Franchise de la saison 2023 en LECB

## Personnalités

### Entraîneurs successifs
| Nom         | Période | Saison régulière | Saison régulière | Saison régulière | Playoffs | Playoffs | Playoffs | Bilan |
| Nom         | Période | Matchs           | Vict.            | Déf.             | Matchs   | Vict.    | Déf.     | Bilan |
| ----------- | ------- | ---------------- | ---------------- | ---------------- | -------- | -------- | -------- | ----- |
| Mike Taylor | 2023-   | 20               | 12               | 8                | 1        | 0        | 1        | -     |

### Présidents successifs
Jason Smith est nommé président des Sea Bears le 30 novembre 2022.
| # | Période         | Nom         |
| - | --------------- | ----------- |
| 1 | Novembre 2022 - | Jason Smith |